# Annette Zilinskas
Annette Celia Genevieve Zilinskas (Van Nuys (Los Angeles)) is een Amerikaans muzikant. Ze is bekend als de bassist van The Bangles. Zilinskas kwam in 1981 bij de band, en werd in 1983 vervangen door Michael Steele. In 2018 komt Zilinskas weer terug.
Zilinskas speelde nog in de punkband Blood on the Saddle, waar ze ook de leadzangeres was, en in de Ringling Sisters.
- MusicBrainz: 67acfa73-9803-46e3-9676-08ba60843e84